# Régi kőfejtők Sály és Latorpuszta között

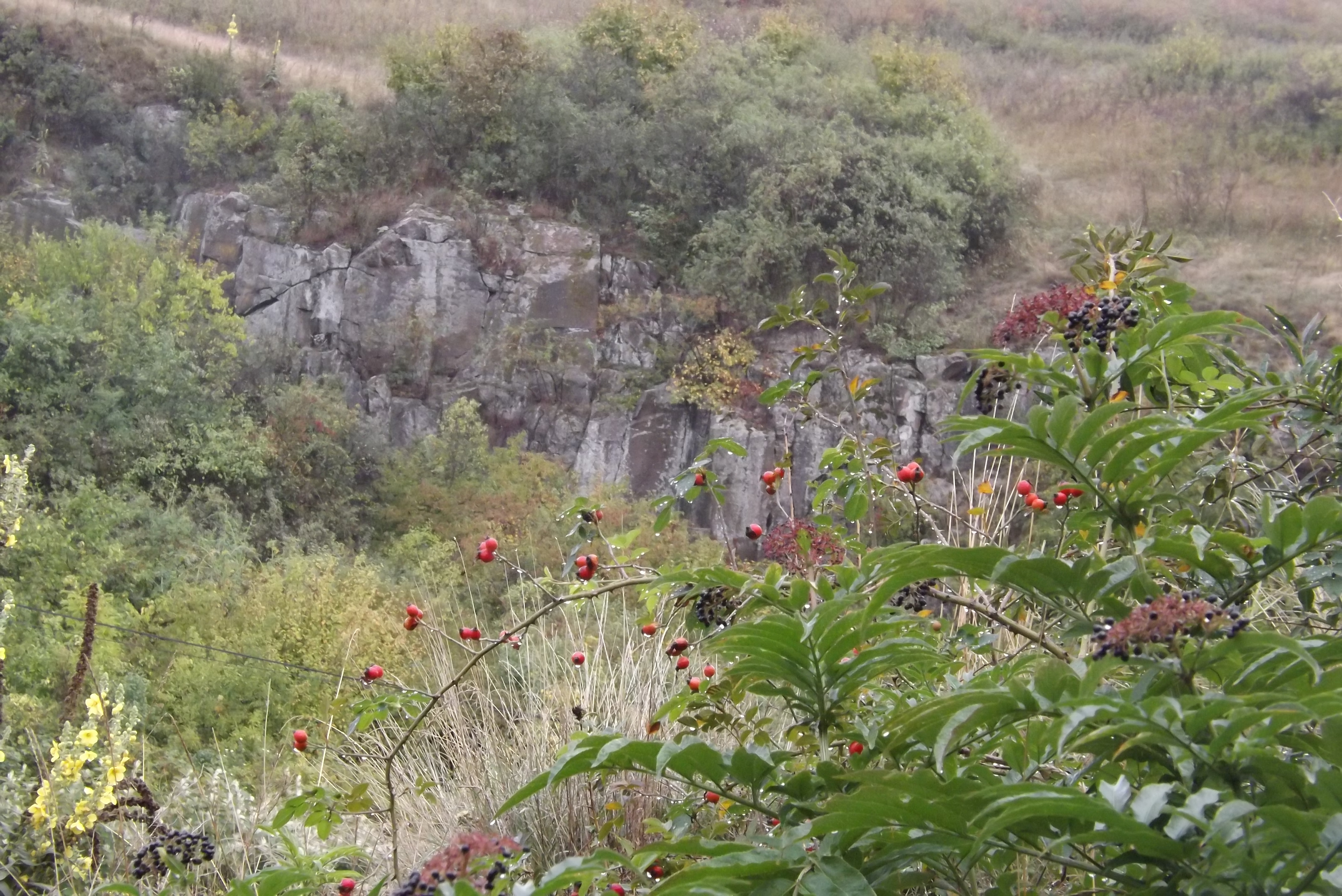
Régi kőfejtő Sály és Latorpuszta között

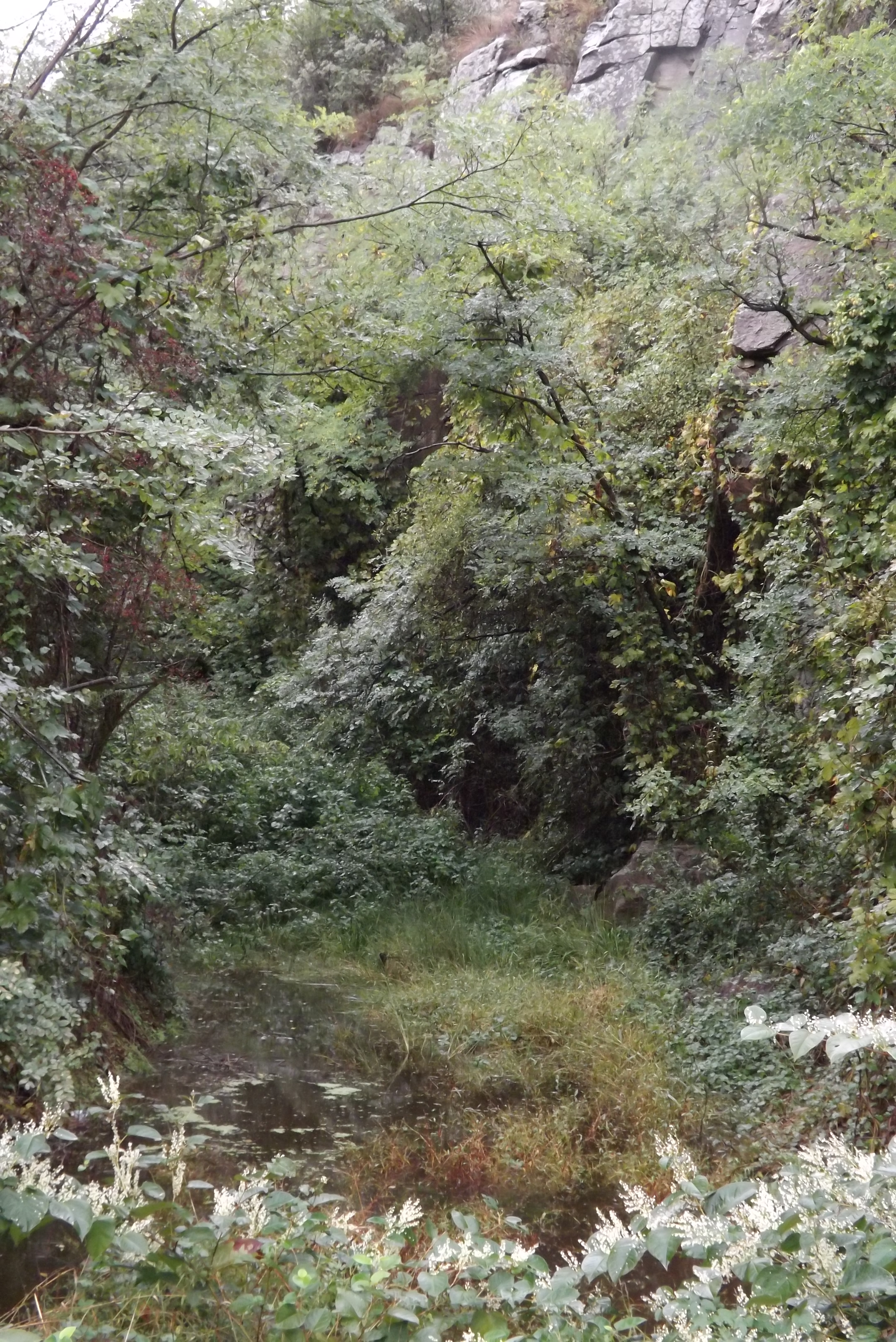
A kőfejtő területéről nyíló szurdok bejárata

Sály és Latorpuszta környékét a miocén korszakban itt lerakódott vulkáni kőzet tufa, ignimbrit borítja, melynek keménysége a lávakőzettel vetekszik, azonban annál könnyebb faraghatósága miatt a környék kedvelt építő- és szobrászköve vált belőle. Fagyállósága miatt lábazati kőnek, kerítésnek, könnyen faraghatósága miatt szobrok, sírkövek készítéséhez is használták a környéken. E kőzetből kerültek ki a hegytetőn épült vár építőkövei is. Az egykori kőfejtők közül egy Sály és Latorpuszta között található. Ma a Természetvédelmi Terület része.

## Galéria

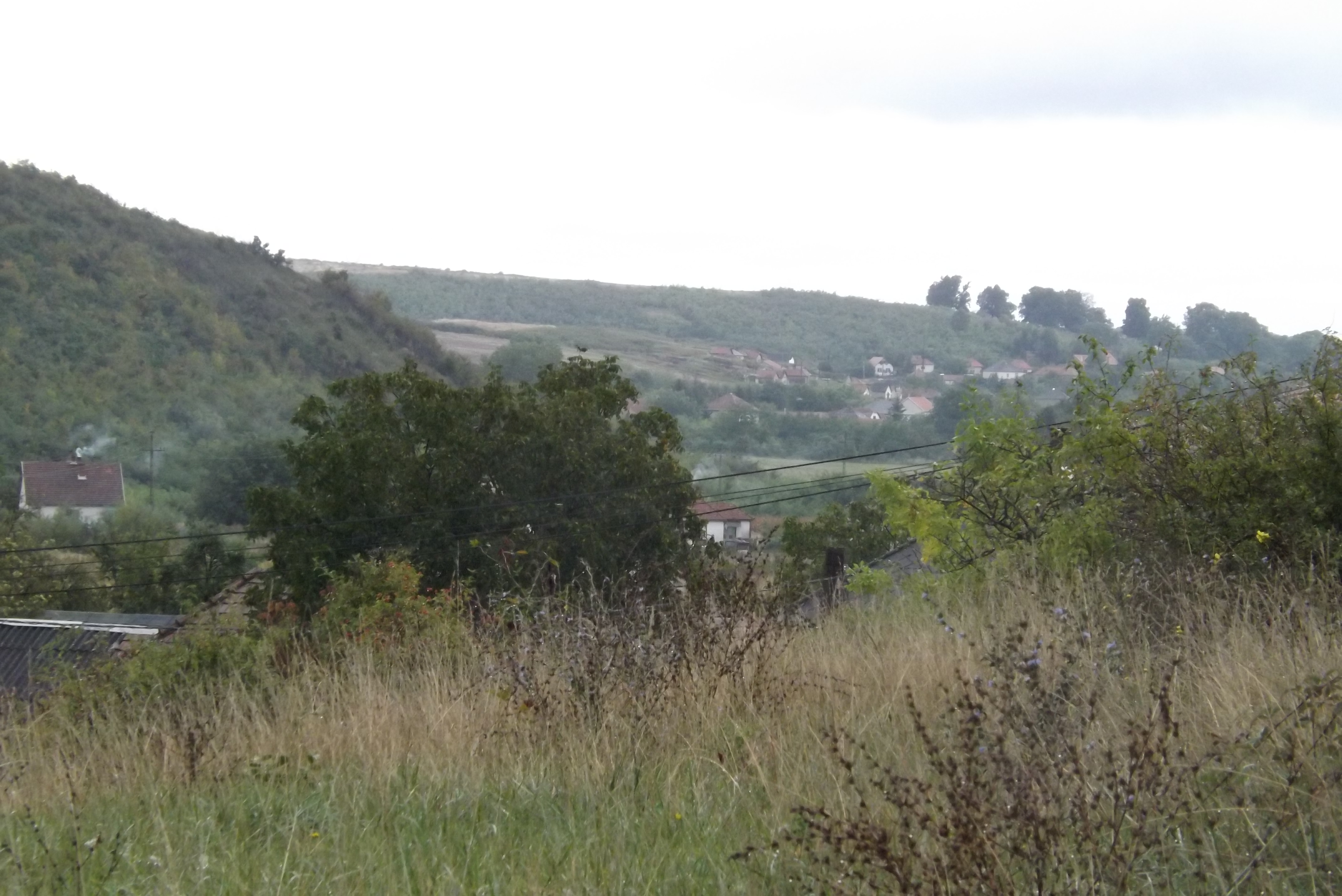
Sály, a kőfejtő környékének látképe
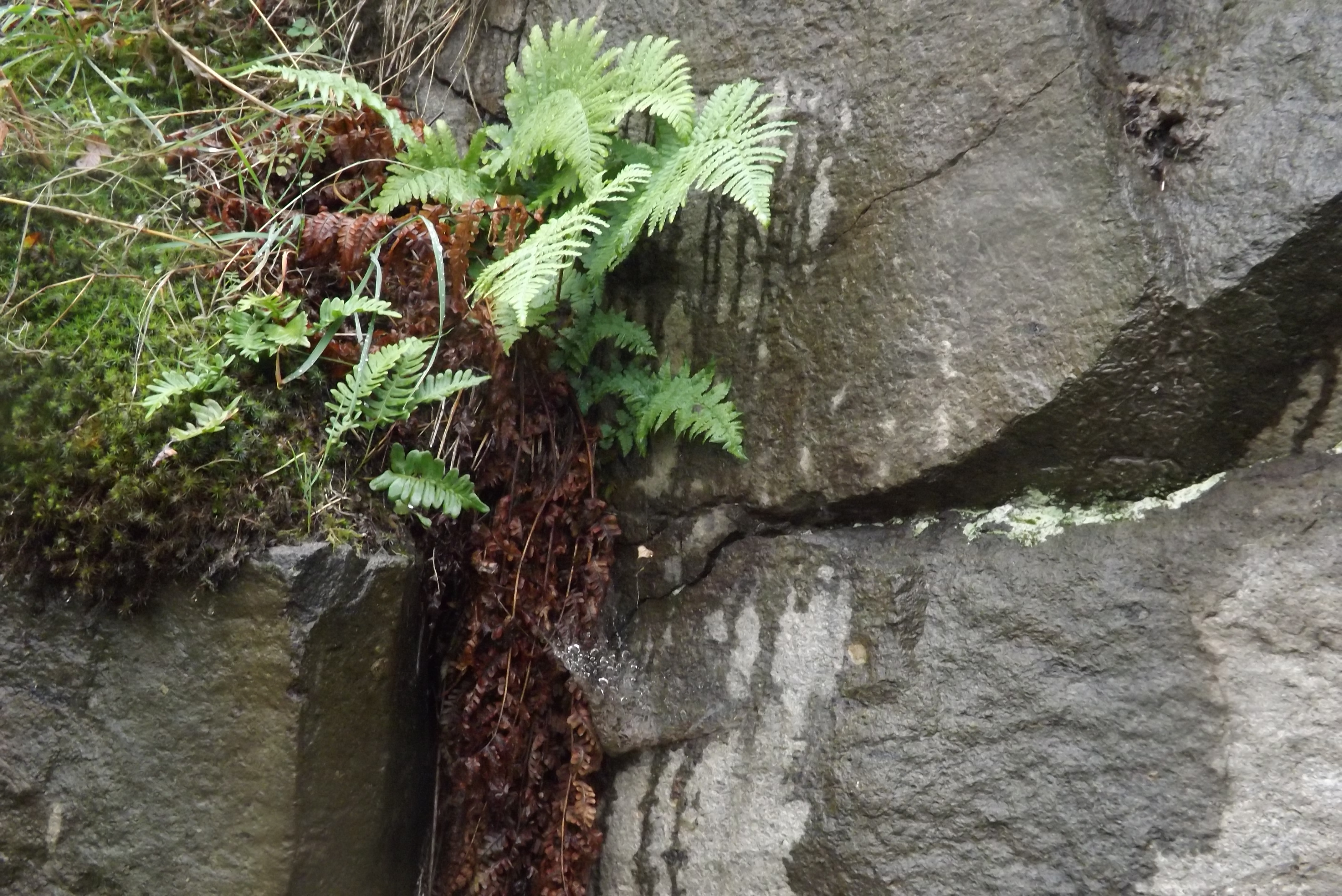
Sály, régi kőfejtő páfránnyal benőtt sziklái
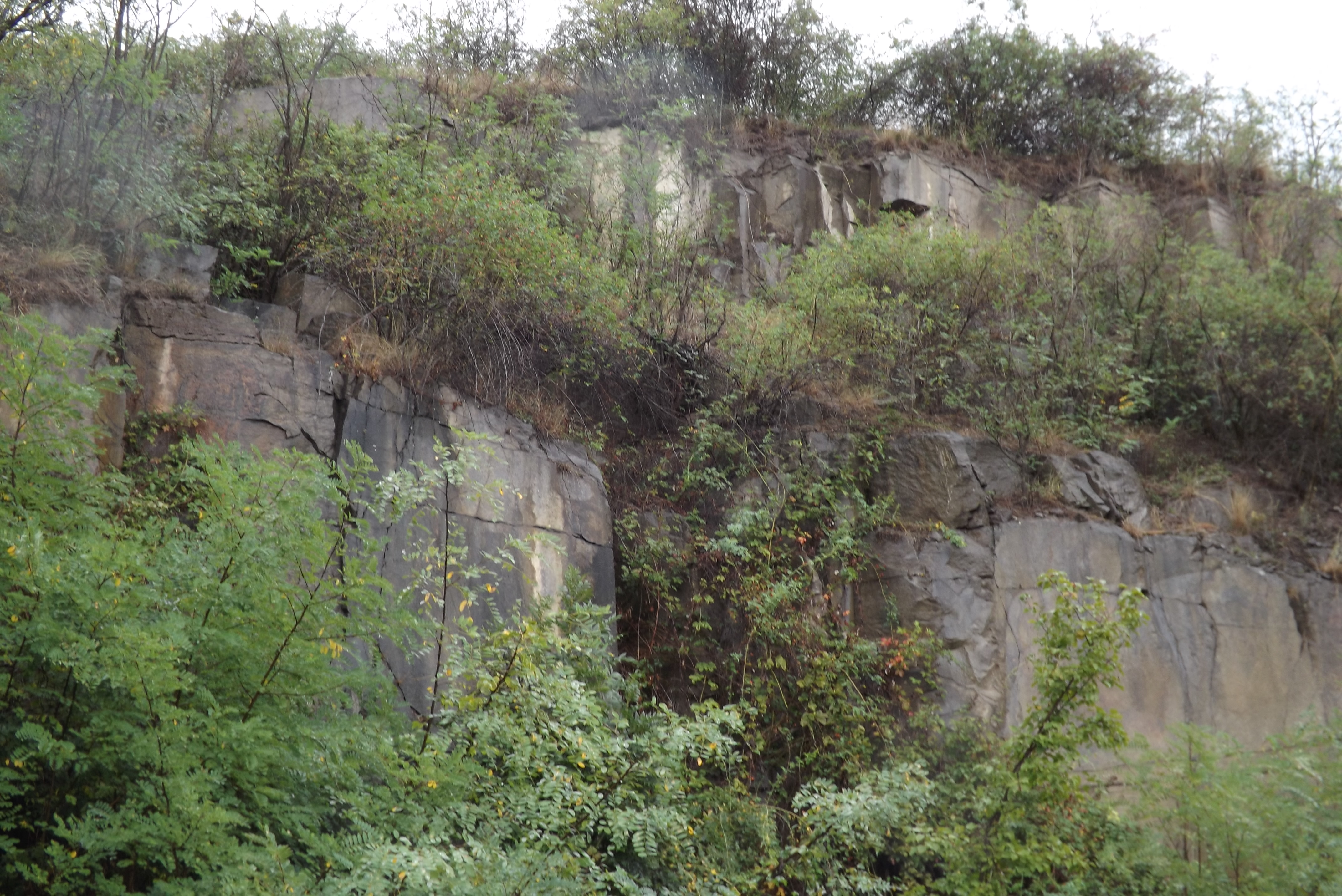
Sály, régi kőfejtő
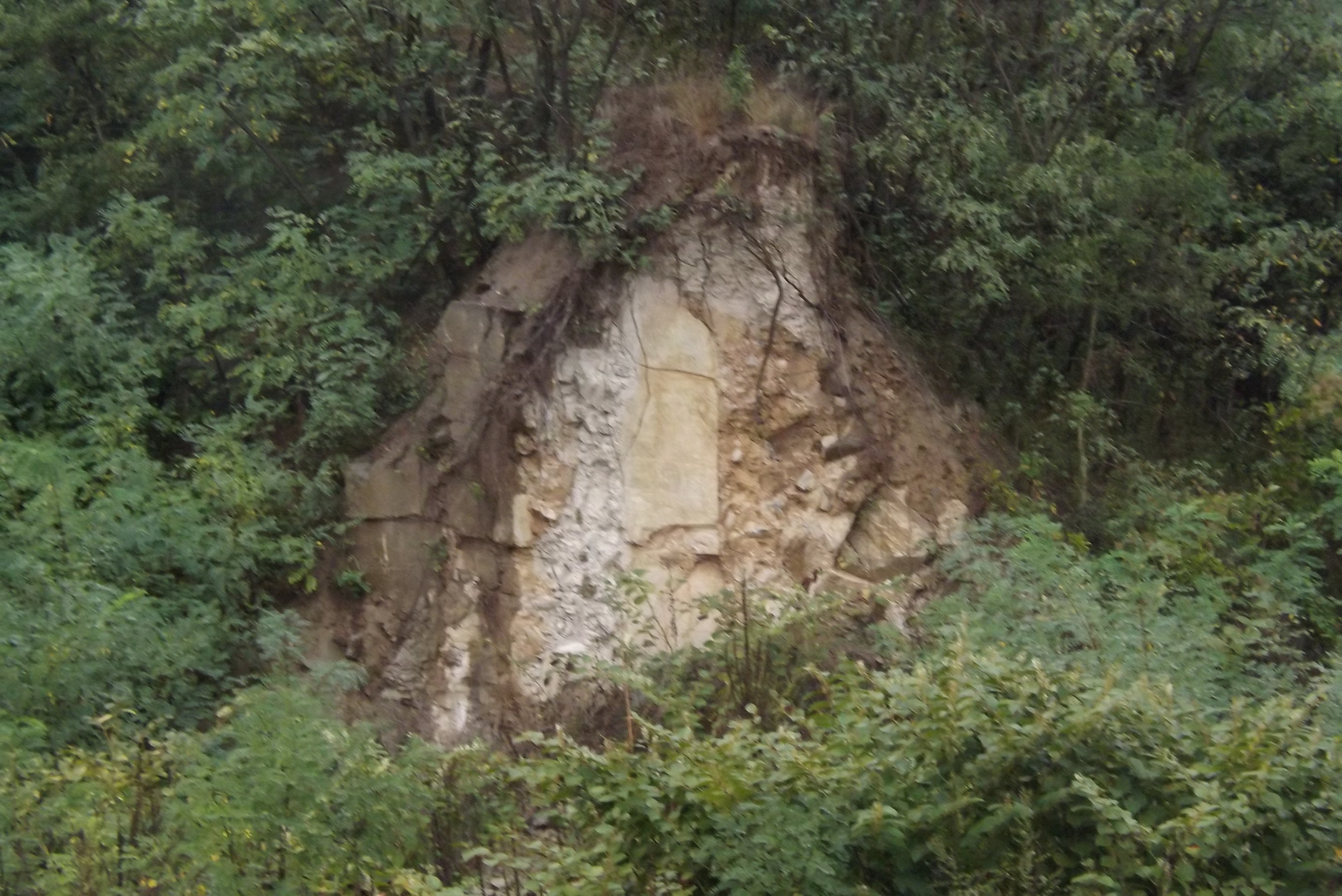
Sály, régi kőfejtő részlete
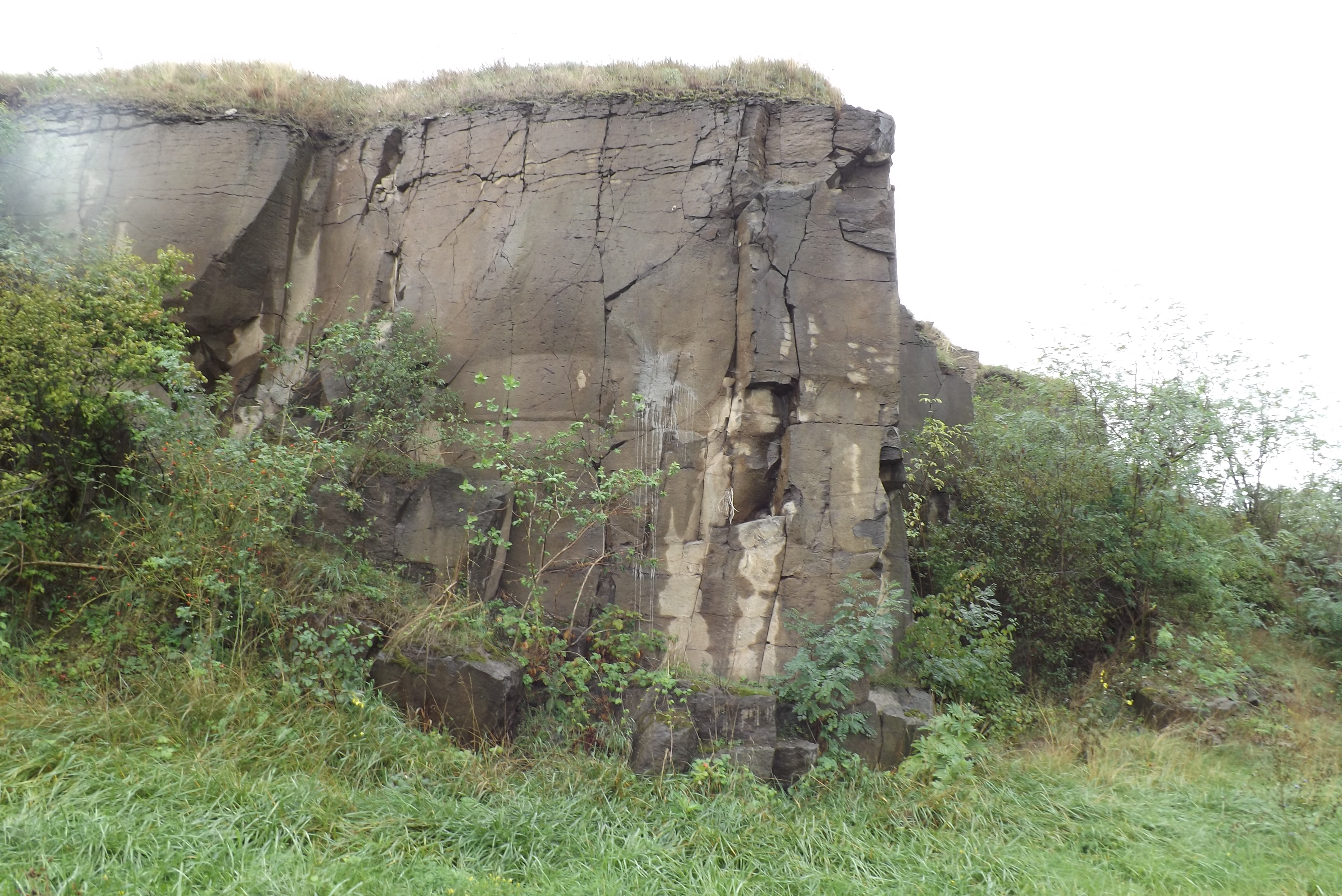
Sály, régi, elhagyott kőfejtő növényzete
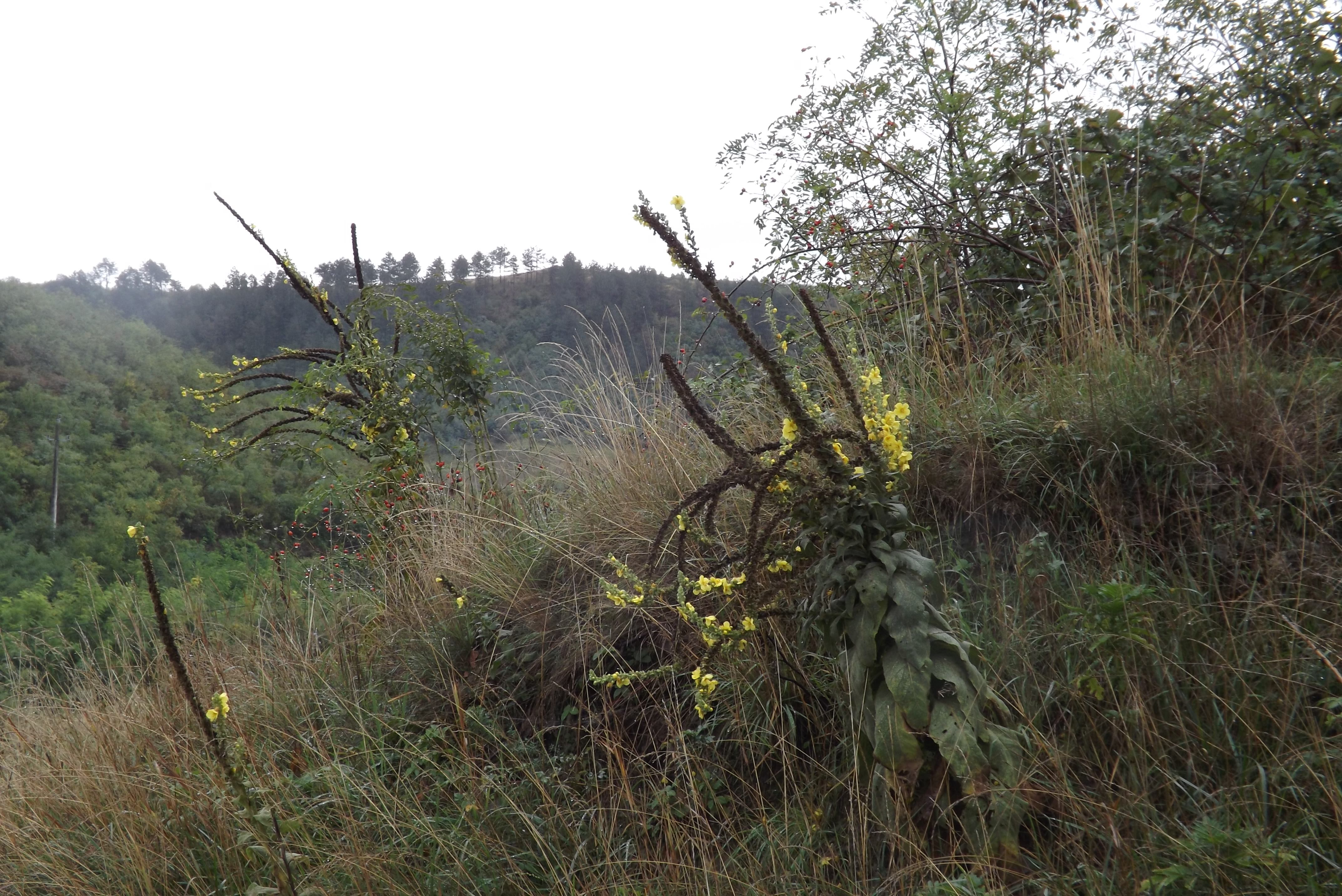
Sály, régi, elhagyott kőfejtő növényzete